# Museo della civiltà romana
Il Museo della civiltà romana, di proprietà del comune di Roma, è situato nel quartiere EUR; con le sue ricchissime collezioni documenta la storia, l'arte, gli usi e i costumi della civiltà romana, mediante: calchi di statue e bassorilievi, riproduzioni di oggetti di uso quotidiano, diorami, grandi plastici e modelli riproducenti singoli edifici e complessi monumentali. In alcuni casi, i modelli rappresentano parti di edifici in scala al naturale (1:1).
Tutti i manufatti sono realizzati con una accuratezza tale da farne delle vere opere d'arte. Tra le opere esposte ne spiccano due: la serie completa dei calchi della Colonna Traiana e il grande plastico in scala 1:250 della Roma imperiale, progettato dall'architetto e archeologo Italo Gismondi.
La visita al museo è complementare all'osservazione dei monumenti antichi della capitale: grazie ai modellini in mostra, il visitatore può capirne meglio la struttura e l'aspetto originario. Inoltre, il museo completa ottimamente la visita alla città anche perché permette di conoscere le più importanti opere delle terre in cui si è diffusa la civiltà romana e di avere una panoramica sui molteplici aspetti della vita quotidiana dell'epoca. Per questi motivi, nonostante la pressoché totale assenza di reperti originali, il museo ha una grande valenza didattica e documentaria.
Il museo è chiuso per lavori di ristrutturazione dal 2014: in seguito a una ispezione del 2013 del ministero del Lavoro, che aveva rilevato delle irregolarità, il museo è stato chiuso il 31 gennaio dell'anno seguente, in modo da permettere i necessari lavori di riqualificazione e messa a norma dell'edificio. I lavori, solo nell'annessa struttura che ospita il planetario, sono partiti nel 2017 e sono stati completati nel 2022. Nel 2024 non si è ancora messa mano nell'area del museo vero e proprio, ma il suo restauro è stato inserito nel PNRR e prevede una spesa di 20 700 000 euro. Nel gennaio 2025 risulta completata la progettazione e la data stimata di fine lavori è il secondo trimestre 2026.

## Storia

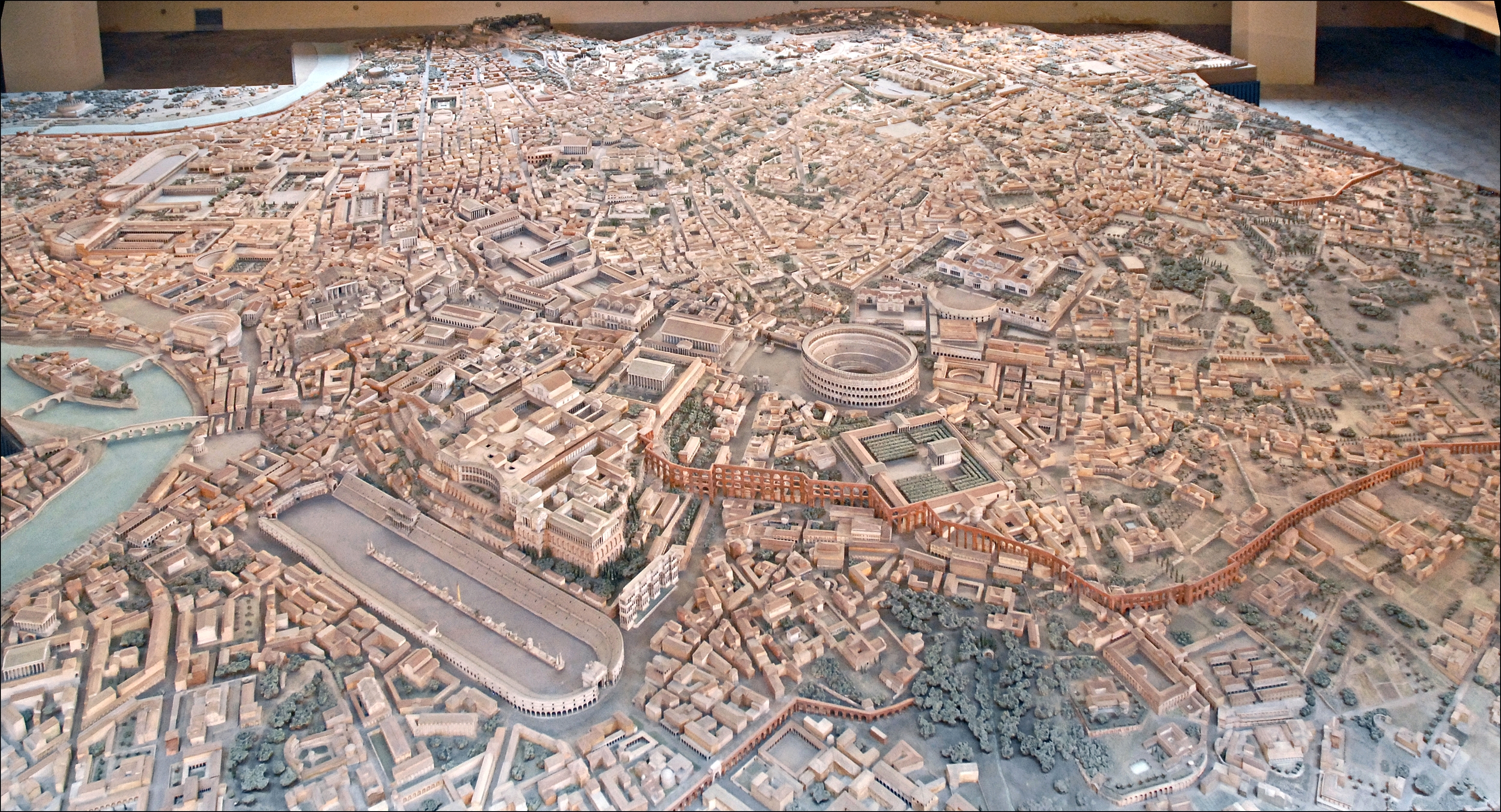
Plastico della Roma imperiale: veduta generale

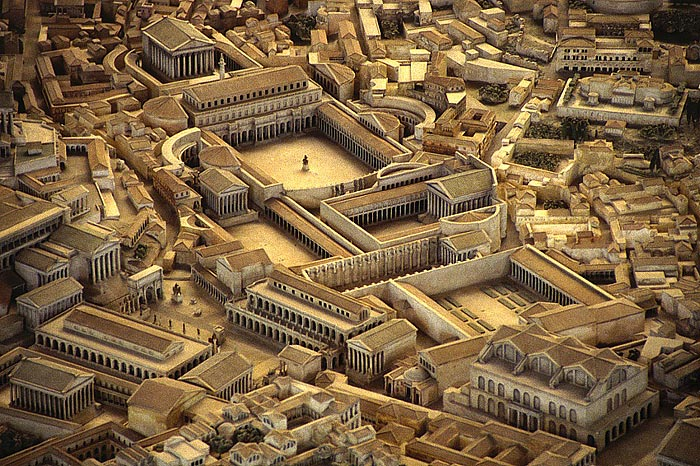
Particolare del plastico della Roma imperiale: il Foro Romano (a sinistra) e i fori di Traiano, di Cesare, di Augusto, di Nerva, della Pace (lungo la diagonale che parte dall'alto a sinistra); la Basilica di Massenzio (in basso a destra)

Il nucleo principale delle collezioni del museo si formò nella prima metà del XX secolo, in occasione di due mostre sulla civiltà romana.

### Mostra archeologica per il cinquantenario dell'Unità d'Italia (1911)
La Mostra archeologica del 1911 fu organizzata dall'archeologo Rodolfo Lanciani presso le Terme di Diocleziano, in occasione del primo cinquantenario dell'Unità d'Italia. Tale mostra fu composta principalmente da pregiati calchi e plastici di monumenti e reperti della Roma antica ed era volta ad illustrare l'evoluzione della civiltà romana nelle province imperiali.
Dopo la chiusura della mostra del 1911, i calchi, i plastici e i reperti originali che vi erano stati esposti furono utilizzati per allestire il nuovo Museo dell'Impero Romano, la cui sede era l'ex Pastificio Pantanella in piazza della Bocca della Verità.

### Mostra Augustea della Romanità (1937)
La Mostra augustea della romanità, del 1937, fu organizzata dall'archeologo e deputato Giulio Quirino Giglioli presso il palazzo delle Esposizioni in occasione delle celebrazioni per il bimillenario della nascita di Augusto. Per l'allestimento si reimpiegarono i materiali del Museo dell'Impero Romano (a loro volta derivanti dalla mostra del 1911), integrandoli con altri realizzati per l'occasione, tra cui il celebre plastico della Roma costantiniana di Italo Gismondi, all'epoca ancora limitato all'area centrale della città. L'artigiano realizzatore dei plastici è stato Pierino Di Carlo.

### Primo progetto per un Museo della Civiltà Romana (1939)
Il pregio degli oggetti esposti e il successo della mostra del 1937 spinsero per la creazione di uno spazio museale apposito per esporli. Come sito si scelse il neonato quartiere realizzato per ospitare l'Esposizione universale del 1942 e nel 1939 fu presentato il progetto per l'edificio, realizzato dagli architetti Pietro Aschieri, Gino Peressutti, Domenico Bernardini e dall'ingegnere Cesare Pascoletti. L'opera, cui si diede il nome di "Museo della Civiltà Romana", era stata commissionata dalla FIAT, allora presieduta dall'imprenditore e senatore Giovanni Agnelli; le opere della Mostra augustea della romanità vi sarebbero state esposte permanentemente al termine dell'Esposizione universale, il cui svolgimento fu tuttavia inizialmente differito e poi annullato, a causa dello scoppio della Seconda guerra mondiale. Ciò portò alla sospensione dei lavori per la realizzazione del museo.

### Ripresa del progetto e inaugurazione (1952)
I lavori per la costruzione dell'edificio del museo furono ripresi solo nel corso degli anni '50, su iniziativa del Comune di Roma e grazie al contributo della FIAT.
Nel 1952 furono inaugurate le prime sale per poi arrivare alla completa apertura al pubblico del complesso il 21 aprile 1955, in occasione del Natale di Roma. La FIAT, che era proprietaria del complesso appena inaugurato, cedette il museo all'ente EUR che ne affidò la gestione, in comodato d'uso, al Comune di Roma.
Nel 2004, nello stesso edificio del museo, furono installati il planetario in precedenza ospitato nella Sala Ottagona delle Terme di Diocleziano, così come il Museo astronomico di Roma.

### Chiusura del museo (2014)
Il 31 gennaio 2014 è stata disposta la chiusura del museo per permettere lo svolgimento di lavori di riqualificazione e adeguamento alle norme di sicurezza dell'edificio.
Il fatto che, a distanza di anni, ancora non siano partiti i lavori di adeguamento necessari per permettere la riapertura del museo ha suscitato la preoccupazione di studiosi, archeologi, intellettuali e personalità dello spettacolo; ciò non solo per la sottrazione di un pezzo importante del patrimonio culturale romano, grave di per sé stesso, ma anche per lo stato di conservazione delle opere custodite e per il degrado dell'area circostante. Solo nella parte dell'edificio che ospita planetario e museo astronomico i lavori sono partiti nel 2017, permettendone la riapertura al pubblico nel 2022.
Associazioni di cittadini e la stessa presidente della Commissione Cultura del Comune di Roma, Eleonora Guadagno, spingono da anni per la riapertura del museo, che nel 2013 aveva avuto ben 113.757 ingressi registrati e fatturava il 10% del totale dei musei di Roma Capitale.

## Edificio
L'edificio, appositamente progettato per ospitare il museo, è una delle architetture più significative dell'EUR; è opera degli architetti Pietro Aschieri, Gino Peressutti, Domenico Bernardini e dell'ingegnere Cesare Pascoletti; il ruolo preminente nella progettazione l'ha avuto l'architetto Aschieri.
È costituito da due corpi di fabbrica laterali e contrapposti, collegati da un terzo corpo, costituito da un colonnato scenografico rialzato, raggiungibile attraverso una scalinata a tutta larghezza; sul suo sfondo appaiono le chiome degli alberi della zona verde delle Tre Fontane. Sull'architrave è posta la scritta in caratteri capitali romani che indica il nome del museo. Il colonnato è il punto prospettico del lungo viale della Civiltà Romana. Sotto al piano del colonnato si trova la lunga galleria sotterranea che collega le due ali dell'edificio; lungo essa sono esposti i calchi della Colonna Traiana.
Particolarità suggestiva della struttura è la semplicità estrema dei volumi e la totale assenza di finestre nei prospetti esterni: la luce per illuminare le sale proviene da soffitti a lucernario e le uniche finestre si aprono su cortili interni. Questa caratteristica evita al visitatore il contatto visivo con il mondo esterno, aiutandolo a immergersi anche emozionalmente nel passato. Per marcare il passaggio dall'ambiente esterno a quello interno, le uniche due aperture sulle compatte cortine murarie, ossia i due ingressi monumentali, sono messe in forte risalto. Questo deriva da studiati accorgimenti: gli ingressi sono posti al termine di profonde rientranze dell'edificio, che sono segnate sui due lati da possenti colonnati a tutta altezza; il visitatore, percorrendo questi lunghi passaggi, si prepara all'immersione nel tempo dell'antica Roma, anticipato dalle alte colonne di pietra. I due ingressi, simmetrici, sono posti sulle due ali dell'edificio, fronteggiandosi.
Altre caratteristiche architettoniche peculiari dell'edificio sono i soffitti altissimi delle sale e i volumi geometricamente semplici; ciò rende l'insieme assai scenografico, ma ha anche lo scopo di permettere l'esposizione dei materiali di grandi dimensioni presenti. Le mura esterne sono ricoperte da un bugnato in peperino e le colossali colonne sono in travertino.
A ricordo del contributo che la FIAT ha fornito per la costruzione e l'allestimento del museo, la piazza compresa tra i tre corpi dell'edificio è intitolata al senatore Giovanni Agnelli.
L'edificio ha sofferto nel tempo problemi di varia natura, che hanno reso necessari ripetuti interventi di risanamento, tra cui la lunga disinfestazione dalle termiti, la cui invasione danneggiò molti originali allestimenti in legno delle collezioni ed ha procurato danni allo stesso plastico della Roma imperiale.

## Allestimento

Calco dell'Augusto capite velato, da Ancona (Sala IX - di Augusto). L'originale è al Museo archeologico nazionale delle Marche.

Immediatamente prima della sua chiusura nel 2014, il museo era diviso in 59 sezioni su una superficie di 12 000 metri quadrati, in sale dall'altezza media di 10 metri, tale da consentire la ricostruzione in scala 1:1 di facciate di monumenti.
La visita al museo si articola in due percorsi, uno cronologico e uno tematico. Il primo, che si snoda lungo dodici sale, offre una sintesi storica di Roma dalle origini al VI secolo d.C. Il percorso tematico interessa altre dodici sale e documenta i vari aspetti della vita quotidiana e della cultura materiale.
Tra i pezzi di maggior interesse e valore si segnala il grande plastico della Roma imperiale che raffigura la città ai tempi di Costantino I, ossia nel IV secolo d.C. Si veda la sezione Percorso tematico, sala XXXVIII.
Di estremo interesse sono anche i calchi dei rilievi della Colonna Traiana, costruita nel 113 d.C. su progetto di Apollodoro di Damasco per celebrare le vittorie riportate dall'imperatore Traiano sui Daci nelle due guerre daciche del 101-102 e del 105 e 106 d.C. Si veda la sezione Percorso tematico, sala LI.
Anche di grande interesse sono i calchi dei rilievi del grande fregio di Traiano, alto 3 metri e lungo oltre 18 metri. Si veda la sezione Percorso tematico, sala XXXVIII.
Altri plastici di grande interesse sono quello di Villa Adriana e quello della Roma arcaica, in scala 1:1000. Si veda la sezione Percorso cronologico, sala XII e sala XVIII.
Tra i modellini di monumenti si segnalano quelli del Colosseo, affiancato da uno spaccato che mostra l'interno dell'edificio con gli accessi alle gradinate e gli impianti di risalita, del Circo Massimo, del Circo di Massenzio, dello Stadio di Domiziano, del Teatro di Marcello, di alcune insulae di Ostia antica, del Ponte del Gard dell’acquedotto di Nîmes, dei principali archi trionfali: Arco di Tito, Arco di Costantino, Arco di Settimio Severo, Arco di Traiano di Benevento, Arco di Traiano di Ancona, Arco di Druso e Germanico di Spoleto, Arco di Marco Aurelio di Tripoli e dell'Arco di Settimio Severo di Leptis Magna.
Tra i modelli in scala reale sono notevoli quelli delle biblioteca di Villa Adriana e del Monumentum Ancyranum di Ankara, ove sono incise le Res gestae divi Augusti.
Sono presenti anche repliche delle statue dei principali imperatori.

### Percorso cronologico

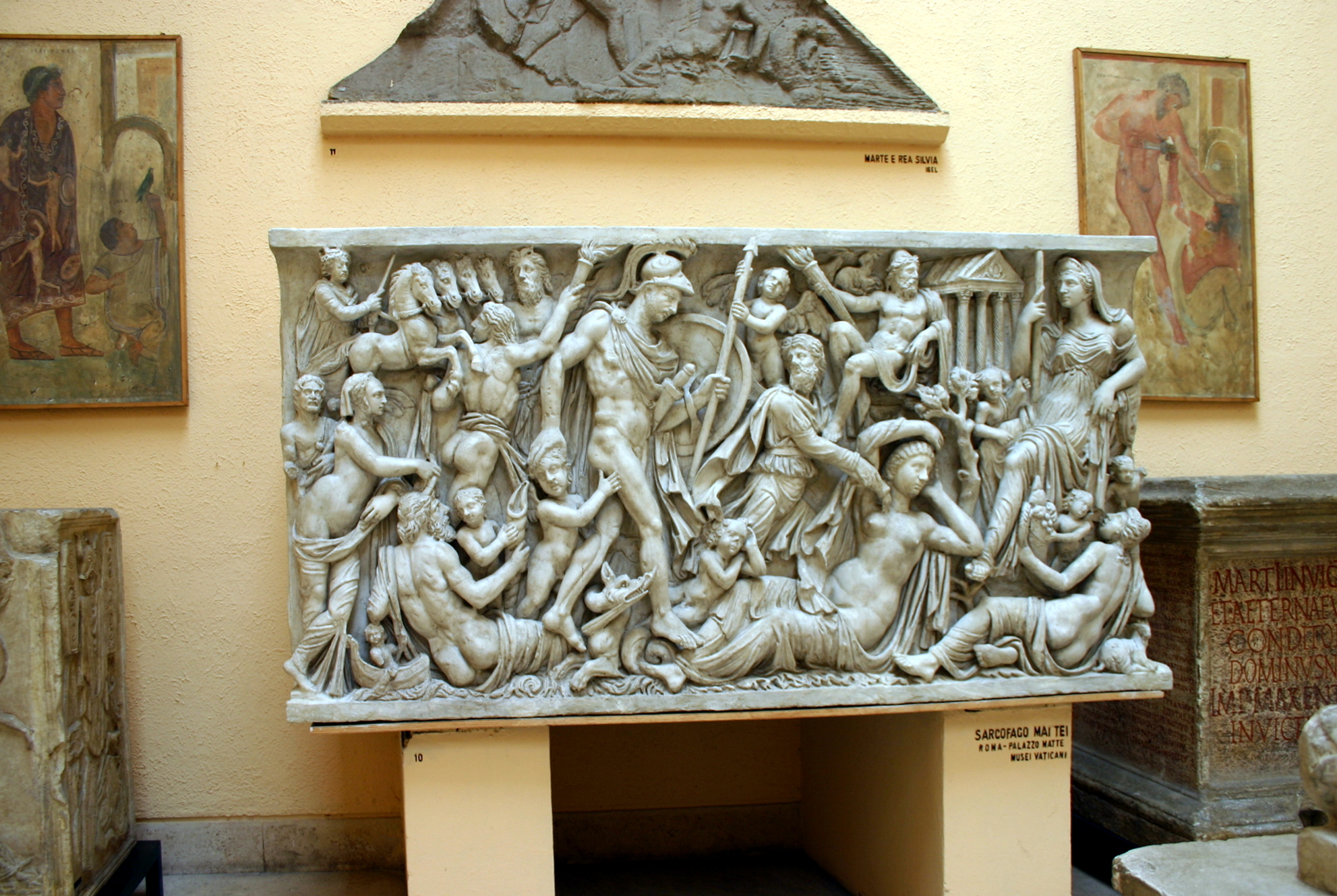
Calco del Sarcofago di Marte e Rea Silvia (sala delle origini di Roma). L'originale è ai Musei Vaticani.

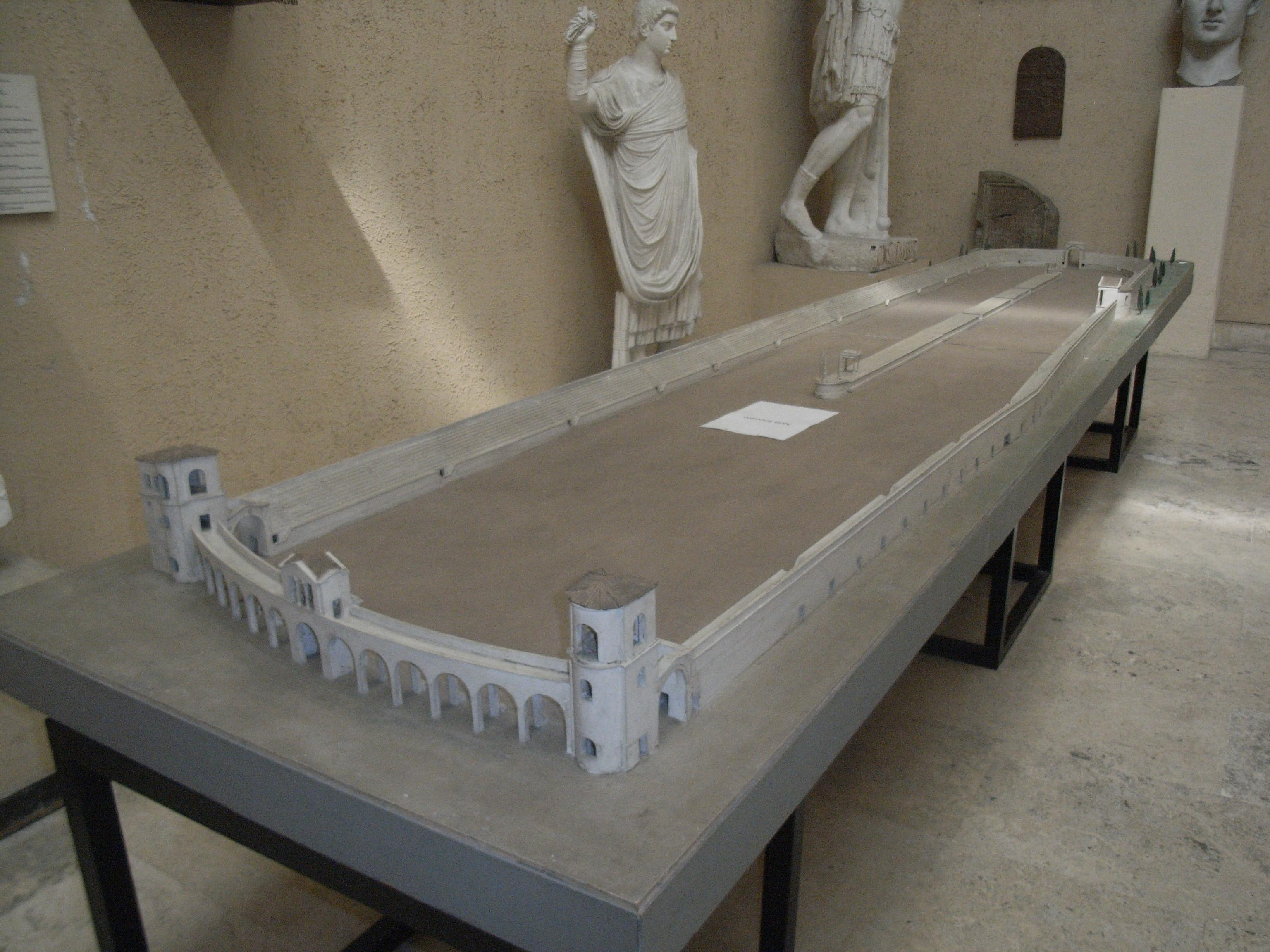
Modello del Circo Massimo (sala di Augusto)

Modello del Colosseo (sala degli imperatori flavi), con il velarium

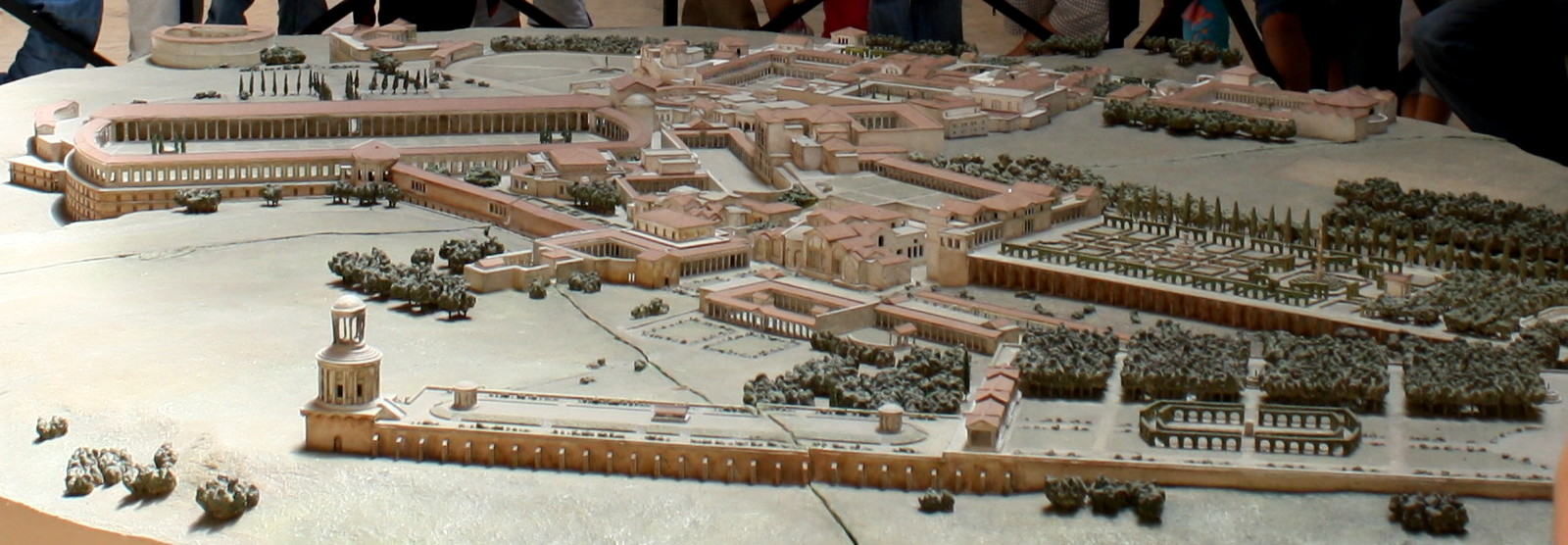
Plastico di Villa Adriana di Tivoli (sala di Traiano e Adriano)

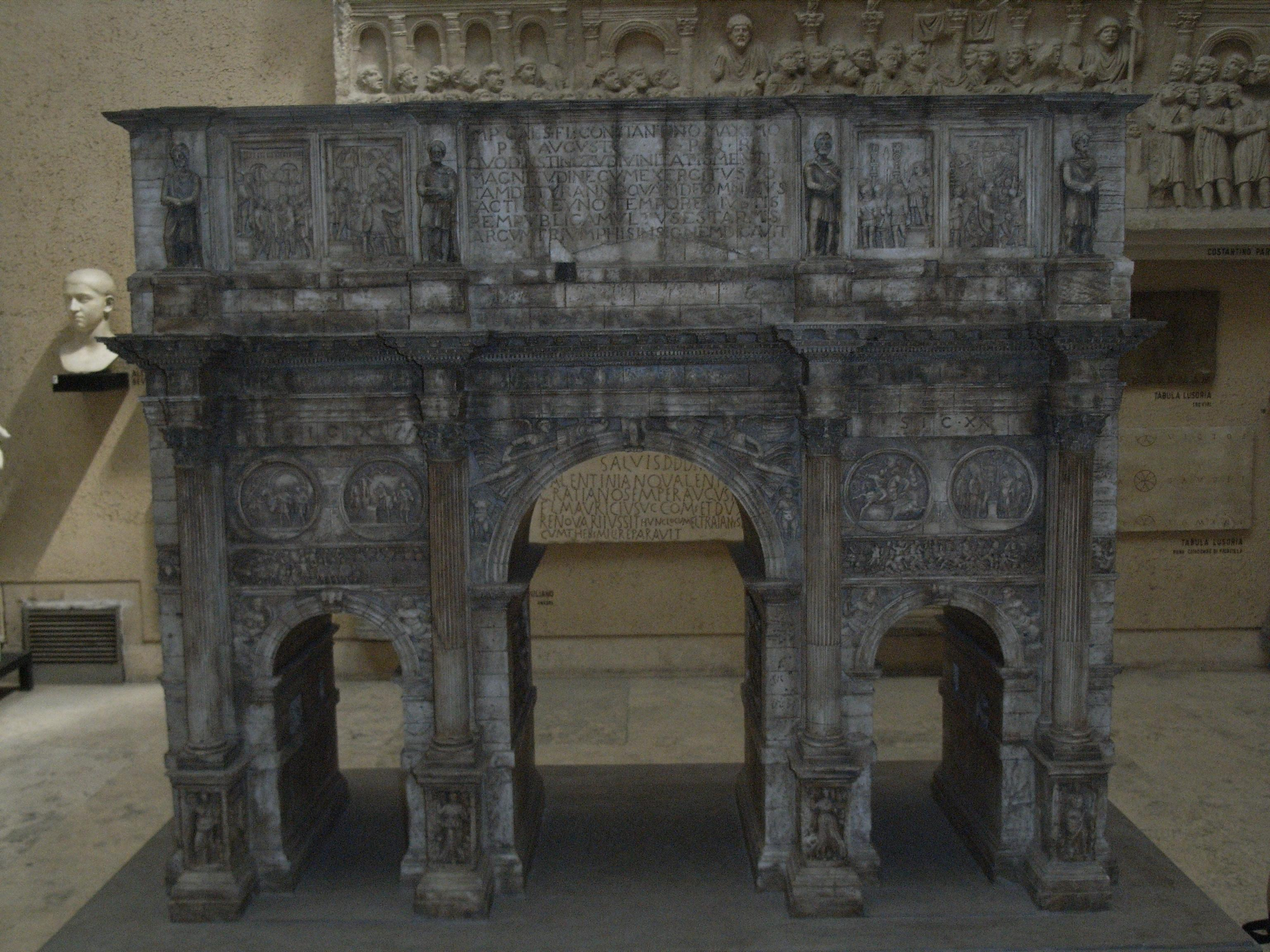
Modello dell'Arco di Costantino (sala di Costantino)

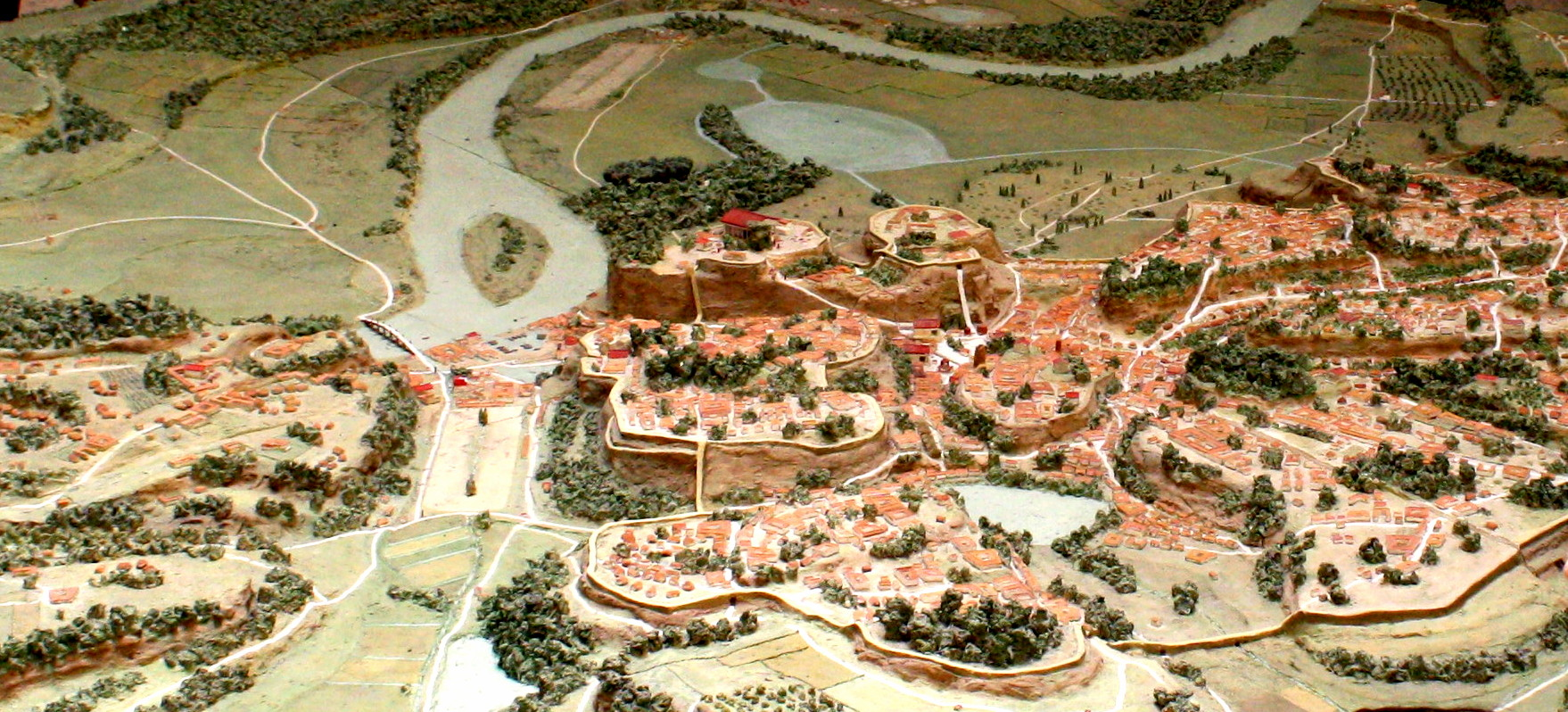
Plastico della Roma arcaica (sala della Roma arcaica)

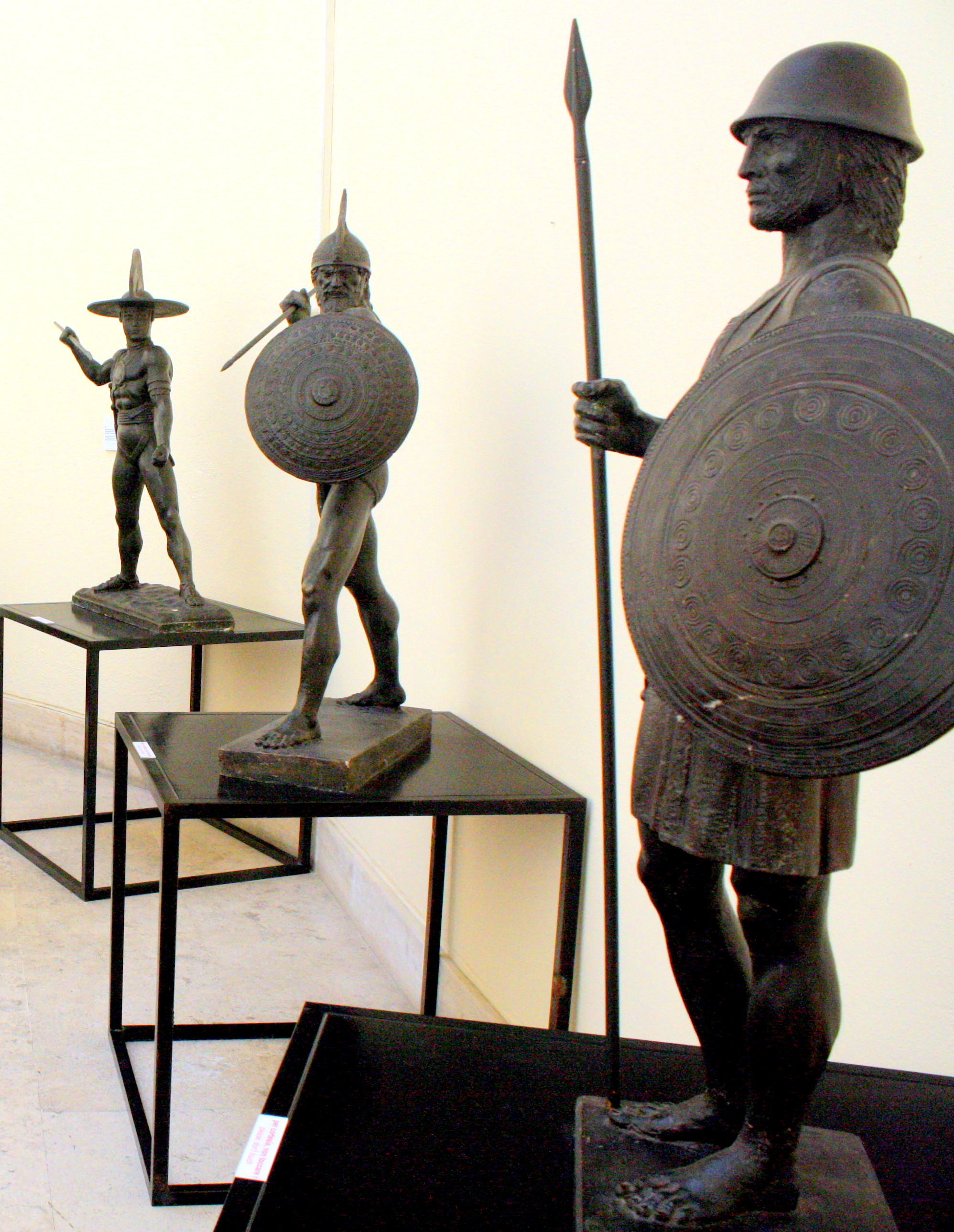
Le tre statue che rappresentano guerrieri dell'Italia preromana (sala della Roma arcaica)

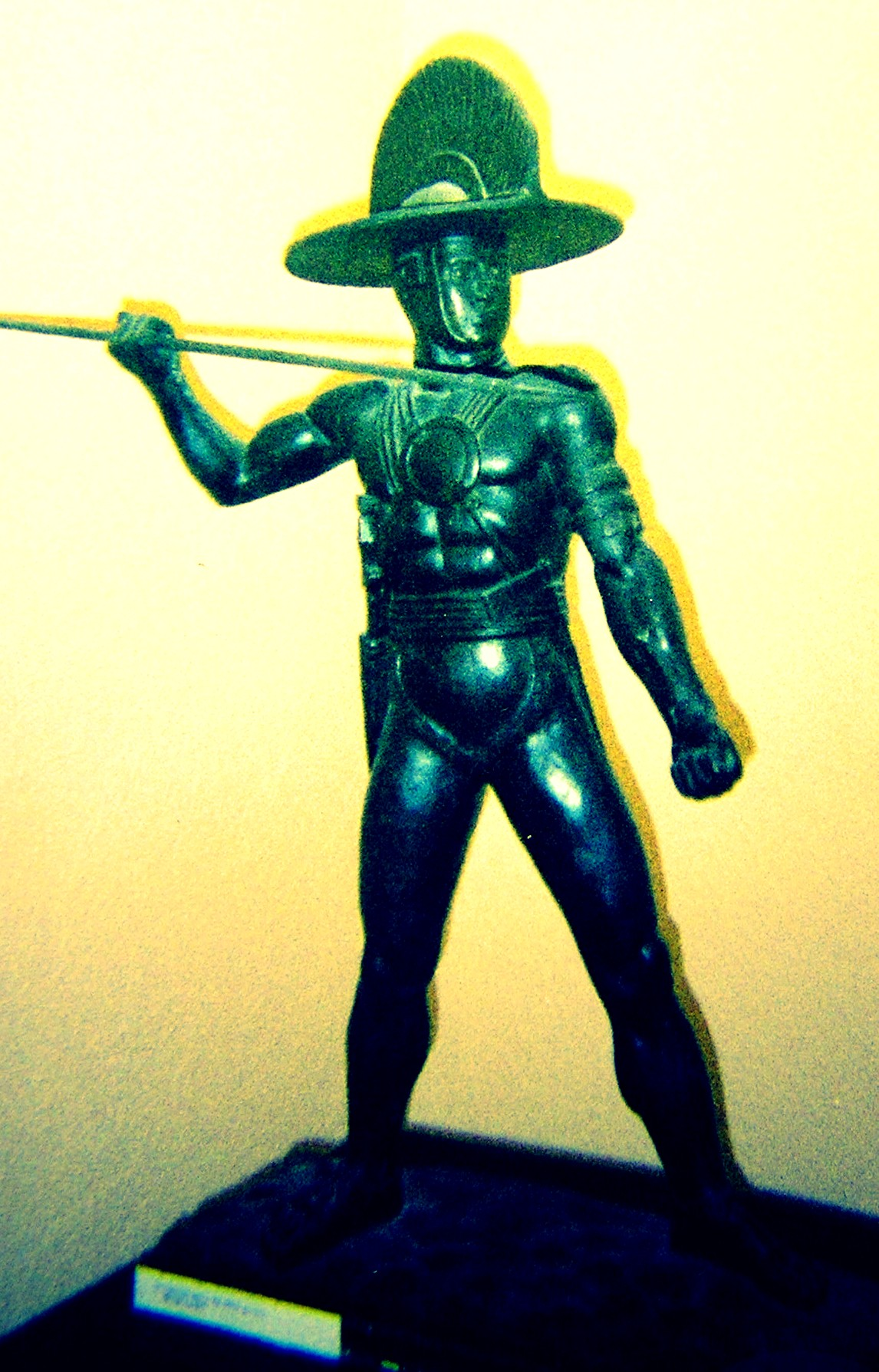
Statua che mostra l'aspetto di un guerriero piceno (sala della Roma arcaica)

Le sale dalla I alla IV ospitavano la biglietteria e i servizi.
Di seguito si elencano i materiali più importanti esposti in ogni singola sala.
- Sala V: delle leggende romane
  - Sono esposti: la copia del Guerriero di Capestrano, esempio di arte preromana; alcuni modellini delle abitazioni arcaiche di Roma.
- Sala VI: delle origini di Roma
  - Sono esposti: il calco della Lupa capitolina, la copia del Sarcofago di Marte e Rea Silvia del Vaticano.
- Sala VII: della conquista del Mediterraneo.
  - Sono esposti: la ricostruzione della Colonna rostrata di Gaio Duilio; un gruppo di tre statue moderne che ricostruiscono l'aspetto dei guerrieri dell'Italia preromana: un piceno, ricostruito in base al guerriero di Capestrano, un sannita e un etrusco.
- Sala VIII: di Cesare: 
  - Sono esposti: la ricostruzione in scala delle più importanti battaglie e delle macchine belliche usate da Cesare durante la conquista della Gallia, tra cui un plastico che illustra l'assedio di Alesia, oltre a una copia di statua loricata di Giulio Cesare (di età traianea, oggi esposta nella sala consiliare del Comune di Roma).
- Sala IX: di Augusto
  - Sono esposti: copie di statue che illustrano le varie funzioni svolte dall'imperatore: Augusto di Prima Porta, Augusto di via Labicana, del ritratto di Augusto capite velato da Ancona; modellino di acquedotto nel tratto in cui attraversa una vallata; modellino del Teatro di Marcello, ricostruzione in dimensioni reali del pronao del tempio di Augusto e Roma (Monumentum Ancyranum) di Ankara.
- Sala X: degli imperatori della dinastia giulio-claudia
  - Sono raccolte qui varie testimonianze degli imperatori Tiberio, Caligola, Claudio e Nerone. Su una parete è dipinto l'albero genealogico della dinastia giulio-claudia.
- Sala XI: degli imperatori della dinastia flavia
  - Sono esposti: il modello architettonico del Colosseo, con spaccato che permette di osservare la struttura; una sezione del Colosseo che mostra i meccanismi di risalita; il modellino del Ludus Magnus; il modellino dell'Arco di Tito e il calco dei rilievi su esso posti rappresentanti la distruzione del Tempio di Gerusalemme operata da Tito; il modellino architettonico dello Stadio di Domiziano.
- Sala XII: di Traiano e Adriano
  - Sono esposti: i calchi delle più importanti statue e ritratti rappresentanti Traiano, tra cui spicca il calco della statua di Traiano da Minturno, che fu il modello scelto per celebrare l'ottimo imperatore anche in via dei Fori Imperiali a Roma, ad Ancona e a Benevento; il modellino architettonico e rilievi dell'Arco di Benevento; il modellino architettonico dell'Arco di Ancona; i calchi delle statue dei daci prigionieri, i cui originali, inizialmente posti nel Foro di Traiano, sono stati collocati sull'Arco di Costantino all'epoca della sua costruzione; la replica del ritratto di Plotina, moglie di Traiano; il plastico della Villa Adriana; i calchi dei rilevi del Tropaeum Traiani di Adamclisi, esempio celebrato di arte provinciale romana.
- Sala XIII: degli imperatori da Antonino Pio ai Severi
  - Sono esposti: il plastico ricostruttivo dell'Arco di Settimio Severo nel Foro Romano; i rilievi a grandezza naturale dell'Arco di Marco Aurelio a Tripoli e dell'Arco di Settimio Severo a Leptis Magna.
- Sala XIV: degli imperatori da Macrino a Giustiniano (detta anche sala di Costantino)
  - Sono esposti: i modellini architettonici dell'Arco di Costantino e del Circo di Massenzio; il calco della Statua colossale di Costantino; la copia della base della colonna dei Decennalia.
- Sala XV: del Cristianesimo
  - Sono esposti: il calco della statua del Buon Pastore del Museo Gregoriano Profano del Vaticano; la copia del sarcofago di Costantina di Roma e del sarcofago di Giunio Basso di Milano.
- Sala XVI: dell'esercito romano.
  - La sala, affacciata su un cortile interno, espone le ricostruzioni di un corteo trionfale, di varie macchine belliche, di armature e di insegne militari.
- Sala XVII: chiusa.
- Sala XVIII: di Roma arcaica
  - Prende nome dal plastico della Roma arcaica, realizzato dal 1994 in scala 1:1000 e dunque in dimensioni più ridotte rispetto al plastico della Roma imperiale; attraverso il confronto tra i due plastici il visitatore è in grado di comprendere l'evoluzione urbanistica della città nei secoli. Ricostruisce l'aspetto della città nel periodo che va dalla dominazione dei re Tarquini fino ai primi decenni della Repubblica; è rappresentato l'edificato all'interno della cerchia delle Mura Serviane, ma anche il circostante paesaggio naturale[18].
- Sale XIX-XXXV: chiuse.

### Percorso tematico
- Sala XXXVI: della scuola

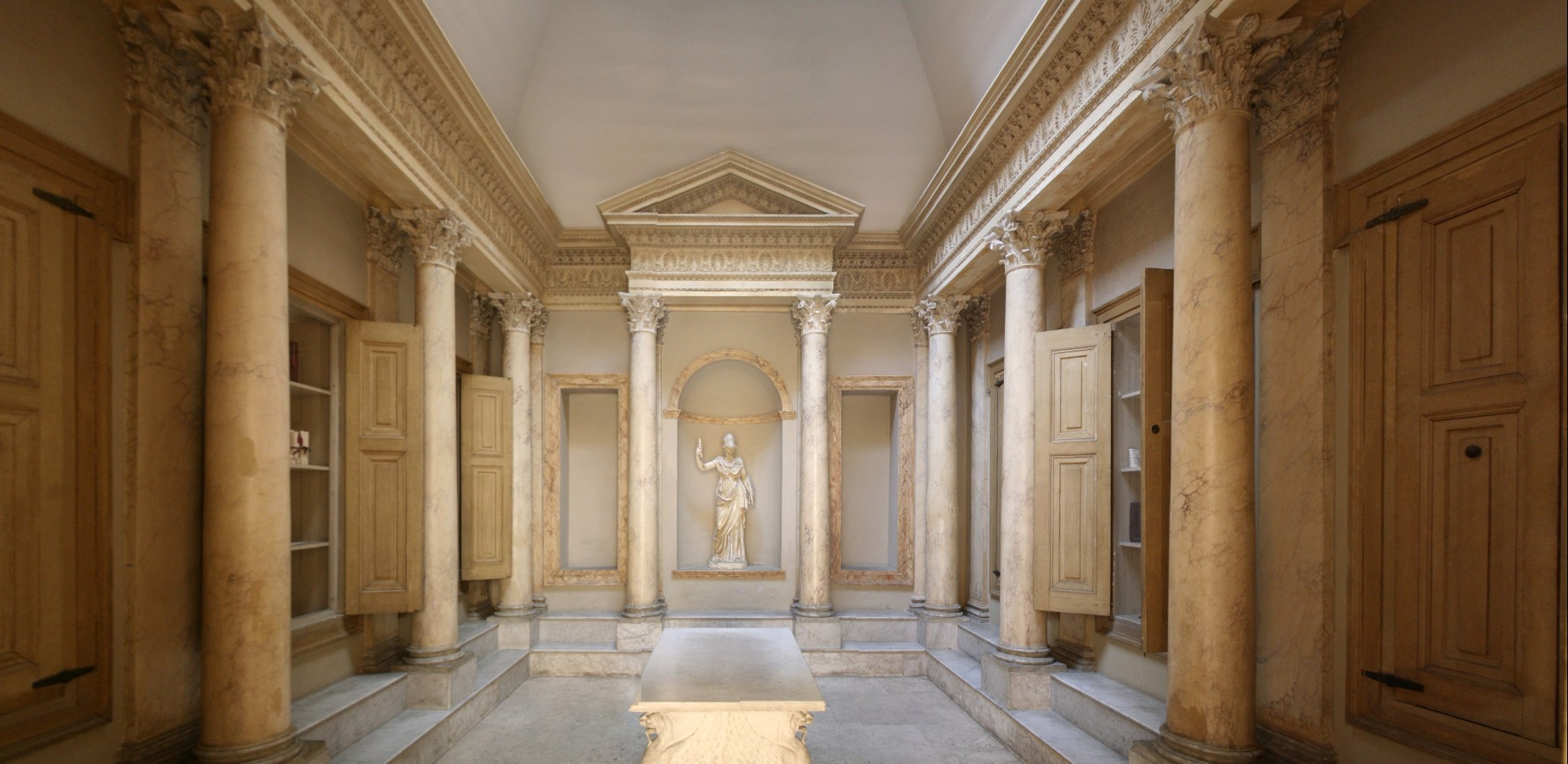
Ricostruzione di una biblioteca privata, sulla base di quella di Villa Adriana di Tivoli (sala delle biblioteche)

  - Sono esposti: la copia del rilievo raffigurante un maestro tra i suoi scolari proveniente da Neumagen (Germania); il calco della statua-ritratto del grammaticus graecus (insegnante di lingua e letteratura greca) Marco Mezio Epafrodito, raffigurato nel gesto della lettura interrotta; alcuni giocattoli.
- Sala XXXVII: plastico della Roma imperiale
  - Realizzato in gesso alabastrino alla scala di 1:250, ha una superficie di oltre 250 metri quadrati ed è la migliore e la più nota e completa rappresentazione della Roma imperiale. Il punto di riferimento è l'età dell'imperatore Costantino (IV secolo d.C.).

Il plastico è formato dall'assemblaggio di 150 telai, accostati per di più lungo gli assi stradali. È opera dell'archeologo Italo Gismondi, realizzata dal maestro artigiano Pierino Di Carlo; fu realizzato per gradi, a partire dall'area centrale della città: iniziato nel 1937 con la rappresentazione dell'area centrale (in occasione della Mostra Augustea della Romanità), fu ampliato progressivamente, fino a rappresentare l'intera area all'interno della cinta aureliana (per l'inaugurazione del Museo nel 1955) e alla forma definitiva, risalente al 1971.
Per la sua realizzazione sono state utilizzate tutte le fonti disponibili, a partire dalla pubblicazione della Forma Urbis Romae dell'archeologo Rodolfo Lanciani, basata sullo studio della nota mappa in marmo della Roma Forma Urbis Severiana, realizzata nel III secolo d.C. Per realizzare i monumenti, vennero eseguiti appositi rilievi ad alta precisione. Naturalmente, il plastico è basato sulle conoscenze relative alla Roma antica nel periodo di realizzazione e in alcuni casi presenta particolari oggi ricostruiti diversamente, in base a studi più recenti. Il modello comunque continua a essere aggiornato e modificato alla luce delle nuove scoperte.
- Sala XXXVIII: del grande fregio di Traiano
  - La sala permette, girando attorno ad un vasto ballatoio quadrangolare, la vista dall'alto del plastico della Roma imperiale, osservabile da tutti i lati; espone inoltre la ricostruzione dell'aspetto originario del grande fregio di Traiano. I calchi di permettono di ammirare nella sua originaria unità questa importante opera scultorea, che all'epoca dell'imperatore Costantino fu divisa in quattro parti e posto sull'arco a lui dedicato, dove ancor oggi si trova diviso in quattro blocchi, due nel passaggio del fornice centrale e due in alto sull'attico. I calchi del fregio furono realizzati per la "Mostra Augustea della Romanità", sulla base dei rilievi dell'arco di Costantino[22].
- Sala XXXIX: dell'abitazione
  - Sono esposti: il modello ricostruttivo della casa del Poeta Tragico di Pompei; il plastico ricostruttivo del palazzo di Diocleziano di Spalato; alcuni modelli architettonici di caseggiati di epoca imperiale di Ostia.
- Sale XL-XLV: chiuse.
- Sala XLVI: del diritto
  - sono esposti calchi di iscrizioni in cui sono riportati i testi delle principali leggi, tra cui quella delle XII tavole.
- Sala XLVII: delle biblioteche
  - Sono esposti: la riproduzione a grandezza naturale di una biblioteca privata, basata su quella di Villa Adriana; la riproduzione di tabulae ceratae; il plastico ricostruttivo della biblioteca del Foro di Traiano di Roma.
- Sala XLVIII: della musica
  - sono esposti: le riproduzioni e ricostruzioni di strumenti musicali antichi; il plastico ricostruttivo del teatro di Sabratha e del teatro di Thugga.
- Sala XLIX: delle lettere e delle scienze
  - Sono esposti: la copia del mosaico con ritratto del poeta Virgilio da Susa (Tunisia), ora al Museo del Bardo di Tunisi; una riproduzione di orologio solare.
- Sala L: della medicina e della farmacia
  - Sono esposte: la copia della statua della dea Igea da Rodi (Museo Archeologico Nazionale); la copia della statua del dio Asclepio dei Musei Capitolini di Roma.
- Sala LI: della Colonna Traiana
  - La sala è una lunga galleria, che permette di passare da un'ala all'altra del museo. Si trova qui la serie completa dei calchi della Colonna Traiana, allineati secondo quattro file parallele. Vi si trova inoltre il modellino del monumento, in cui c'è la possibilità di vedere anche il suo interno, con la scala elicoidale che conduce alla terrazza sommitale.

I calchi furono realizzati con il primo getto tratto dalle matrici realizzate tra il 1861 e il 1862 per volere dell'imperatore francese Napoleone III. L'imperatore aveva chiesto a papa Pio IX il permesso di poter effettuare tale operazione, in modo da poter esporre nel suo paese la serie completa di copie dei rilievi della celebre colonna, fornendone in cambio una da esporre a Roma, nell'allora esistente Museo Lateranense. L'idea di Napoleone III di realizzare i calchi della colonna era legata all'esaltazione della grandeur francese; si poneva dunque in continuità con Napoleone I, che aveva avuto l'intenzione di smontare addirittura la colonna originale e di ricomporla in una piazza di Parigi. Nel 1953, su richiesta del direttore dei musei del comune di Roma, Pio XII concesse la prima serie in deposito perpetuo al costituendo Museo della Civiltà Romana.
La seconda serie di calchi, in metallo perché realizzata con galvanoplastica, si trova in Francia e, originariamente collocata al Louvre, dopo il crollo del Secondo Impero francese è stata rimossa per motivi legati alla mutata situazione politica ed è attualmente al Musée de Antiquités nationales di Saint-Germain-en-Laye. Una terza serie, realizzata anch'essa con tecnica galvanoplastica, è al Victoria and Albert Museum, in Inghilterra.
L'attuale esposizione orizzontale delle scene, che si sviluppano per circa 200 metri, consente una visione ravvicinata di tutti i rilievi nello stato di conservazione del 1800 e permette di prendere contatto con le 2500 figure di uno dei massimi capolavori dell'arte romana. I calchi sono esposti secondo l'ordine in cui si trovano nel fregio elicoidale della colonna, che può essere seguito percorrendo quattro volte la galleria, in entrambe le direzioni. L'esposizione permette un'osservazione minuziosa delle sculture e di tutti i loro particolari, in modo migliore di quanto si possa fare di fronte al monumento originale, in cui sono d'ostacolo sia la distanza, sia la prospettiva, forzatamente dal basso (si ricorda che all'epoca dell'antica Roma il fregio poteva invece essere osservato con comodo dagli edifici circostanti, oggi scomparsi). Per questo motivo, spesso gli studiosi dell'arte romana preferiscono esaminare questi calchi e non gli originali. Le serie di calchi francese e londinese, al contrario, sono montati in modo da ricomporre la colonna e non permettono l'osservazione ravvicinata.
Il tipo di allestimento del museo predispone lo spettatore a concentrarsi sulla progressione "narrativa" del fregio, piuttosto che su altre caratteristiche spaziali. Un solo calco non è presente, perché esposto nella sala dei porti (LVI); si tratta della prima scena della Seconda campagna della Guerra Dacica, che illustra la partenza della flotta romana e dell'imperatore Traiano dal porto di Ancona, diretti verso la Dacia..

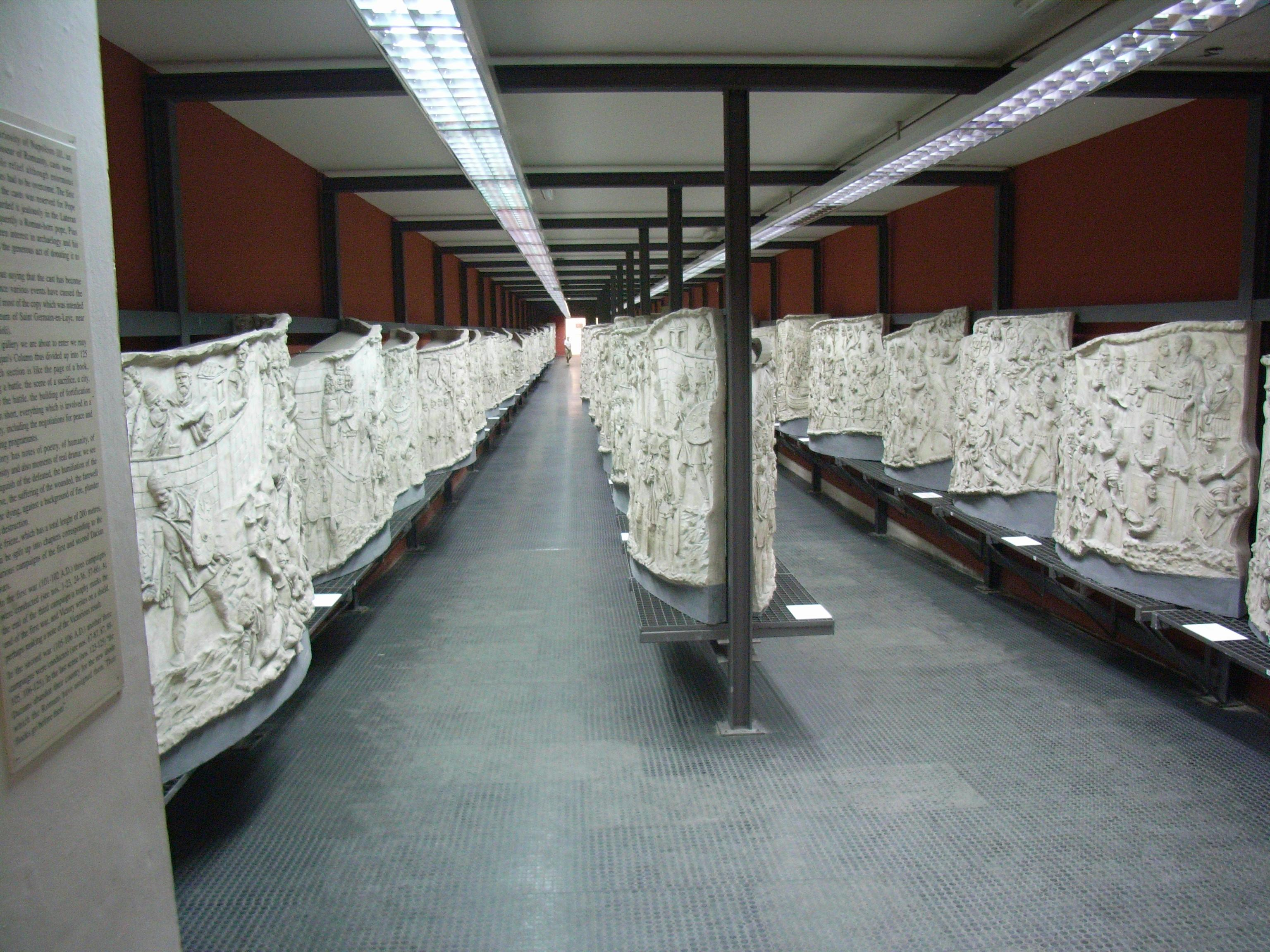
L'imponente sala che conserva le copie di tutti i rilievi della Colonna Traiana
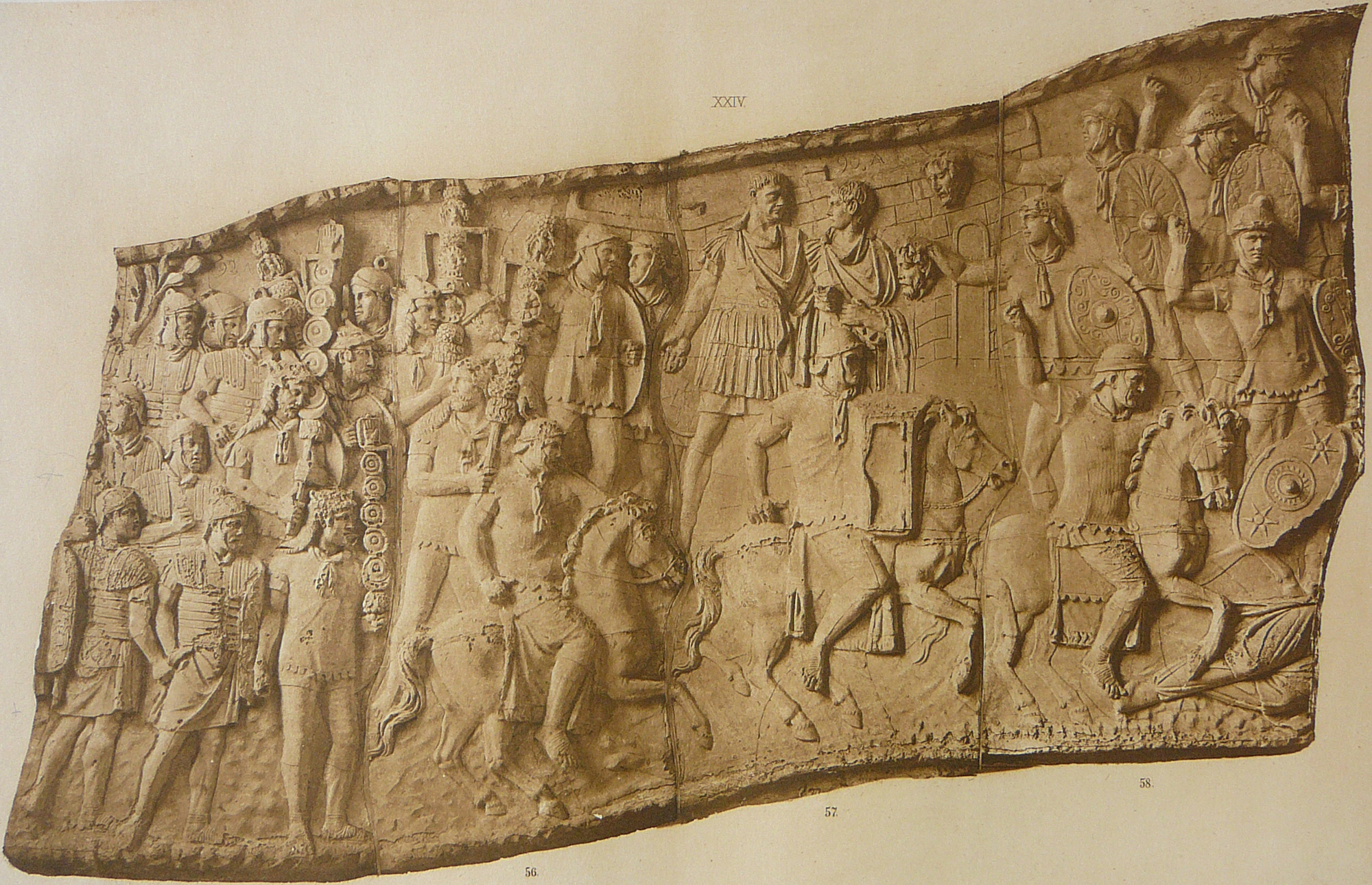
Calco n° 18 della Colonna Traiana; soldati romani mostrano a Traiano le teste mozzate di guerrieri daci (sala dei calchi della Colonna Traiana)
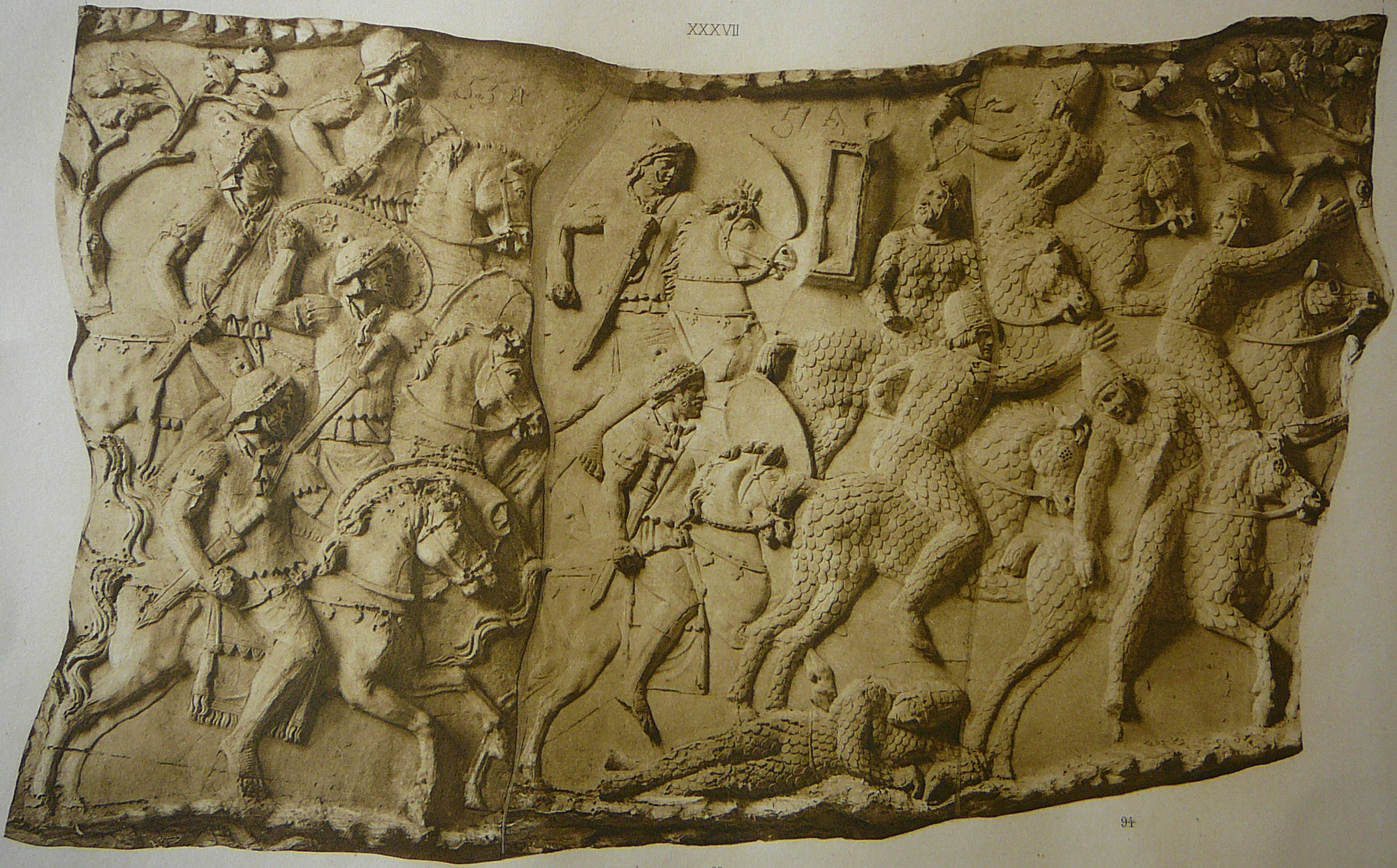
Calco n° 28 della Colonna Traiana; la cavalleria ausiliaria romana si lancia all'inseguimento dei cavalieri catafratti roxolani (sala dei calchi della Colonna Traiana)
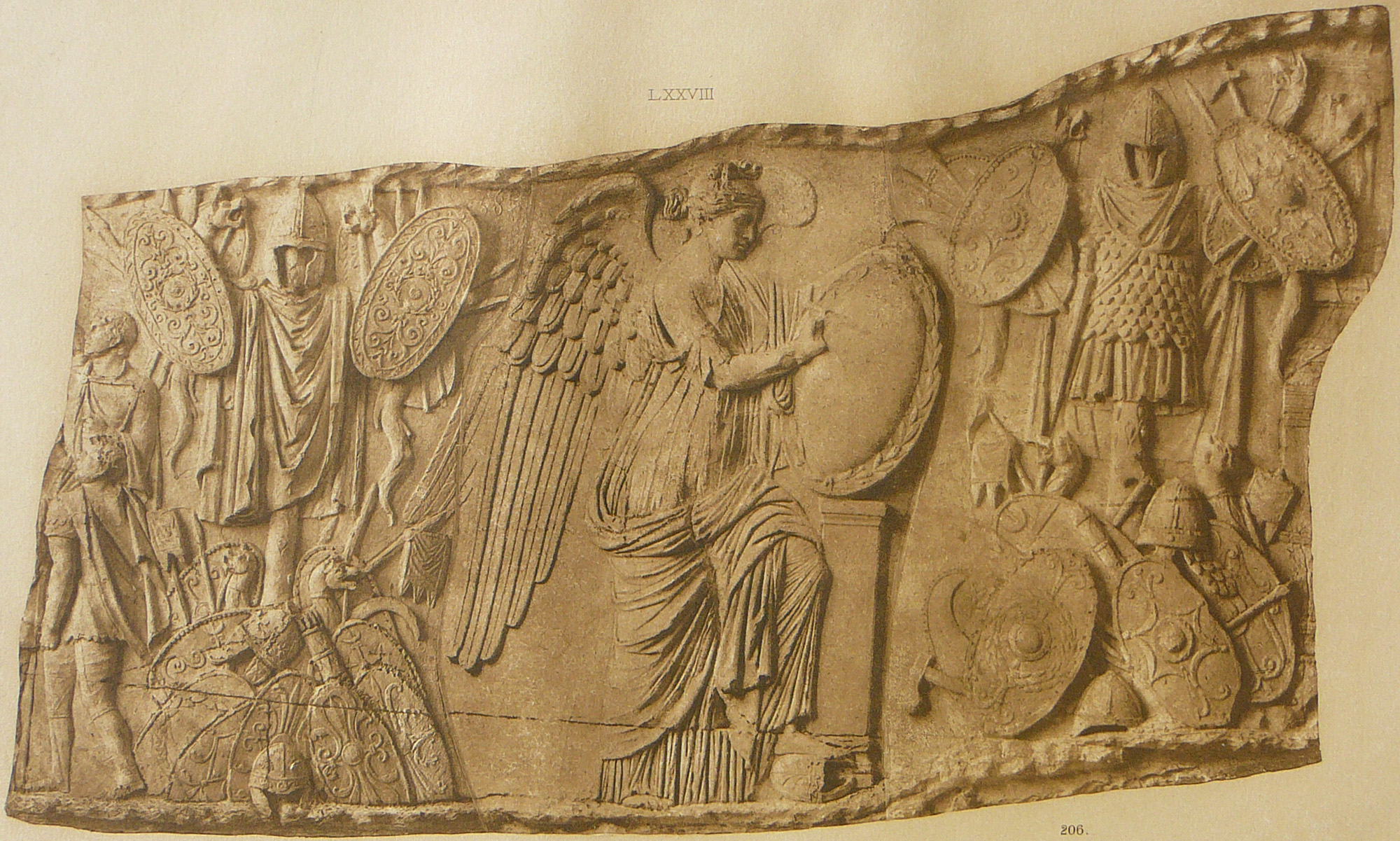
Calco n° 57 della Colonna Traiana; la vittoria alata e il trofeo di armi daciche indicano la fine della prima guerra dacica (sala dei calchi della Colonna Traiana)
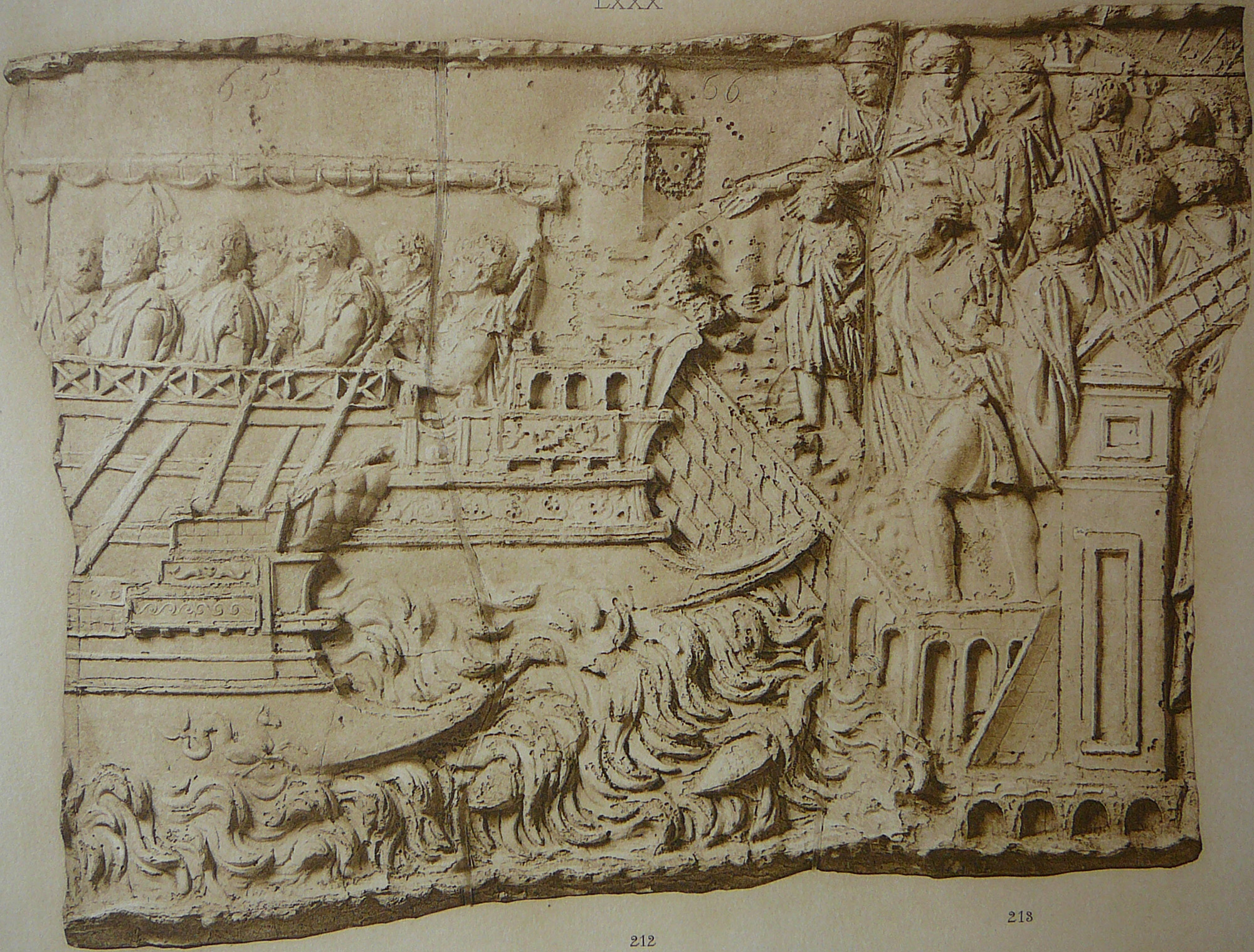
Calco n° 59 della Colonna Traiana; interessante particolare delle prue delle navi da guerra romane, con i rostri; un toro viene offerto in sacrificio e un ragazzino saluta le truppe
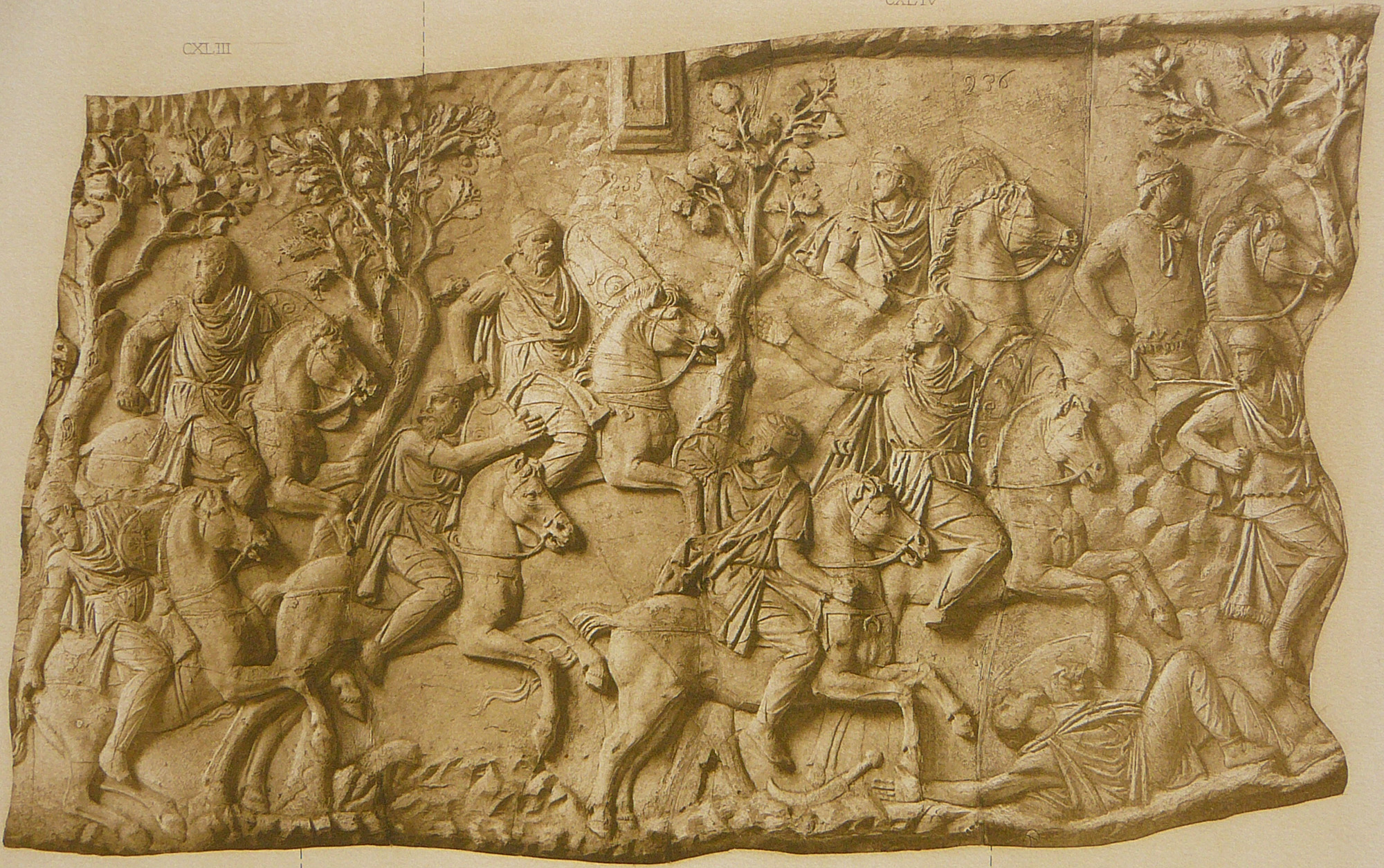
Calco n° 105 della Colonna Traiana; soldati romani che inseguono guerrieri daci che tentano l'ultima resistenza
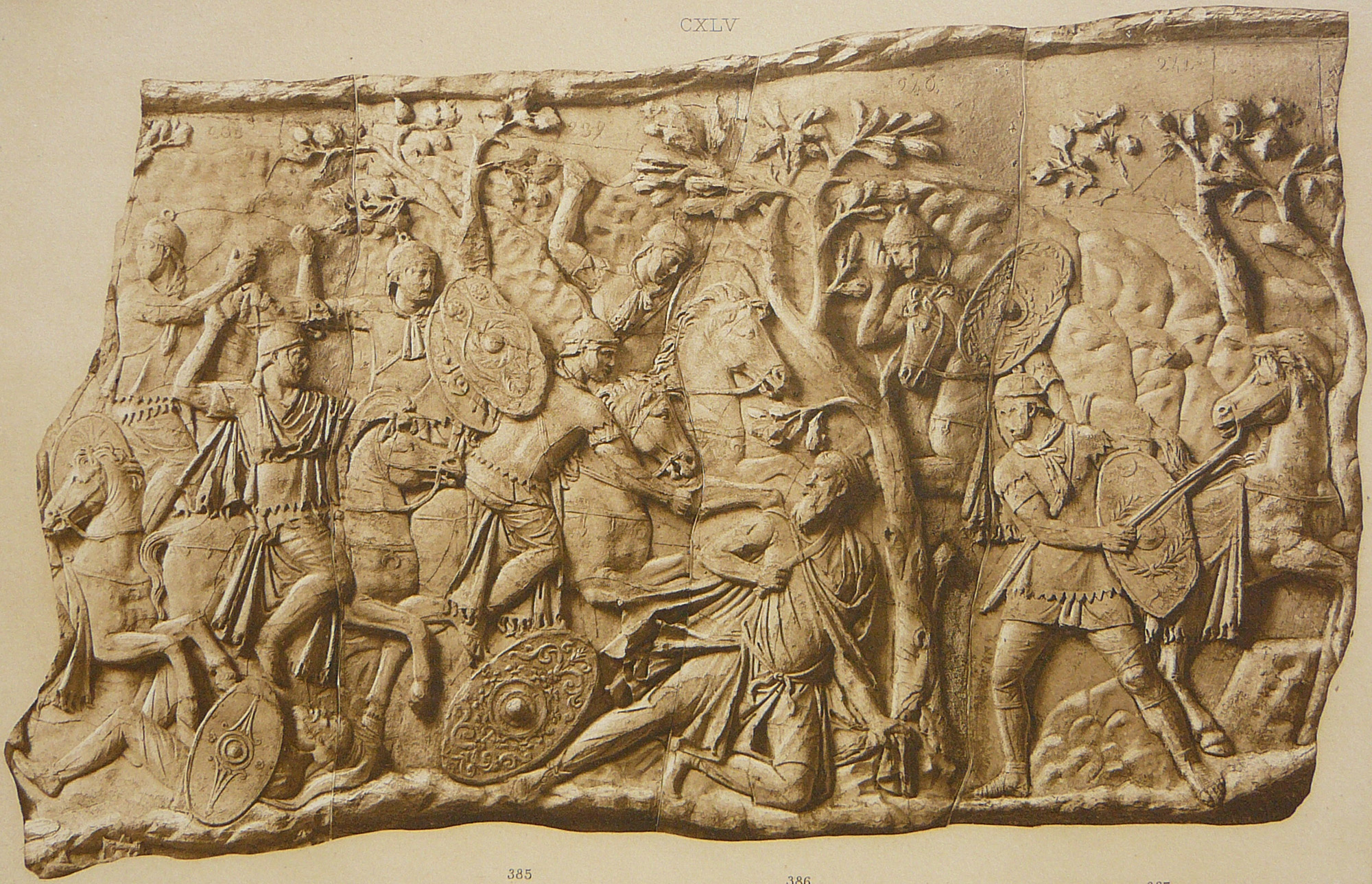
Calco n° 106 della Colonna Traiana; morte di Decebalo (sala dei calchi della Colonna Traiana)

- Sala LII: dell'industria e dell'artigianato

Sarcofago del vinaio, da Ancona (sala della caccia, della pesca e dell'alimentazione)

  - Sono esposti numerosi documenti che illustrano il lavoro e la produzione degli artigiani romani raggruppati in corporazioni professionali (collegia).
- Sala LIII: dell'agricoltura, della pastorizia e dell'agrimensura
  - Sono esposti: alcune riproduzioni di macine per grano, sul tipo di quelle ritrovate a Ostia antica; un modellino architettonico di un'abitazione rustica romana: quella di Boscoreale (Napoli).

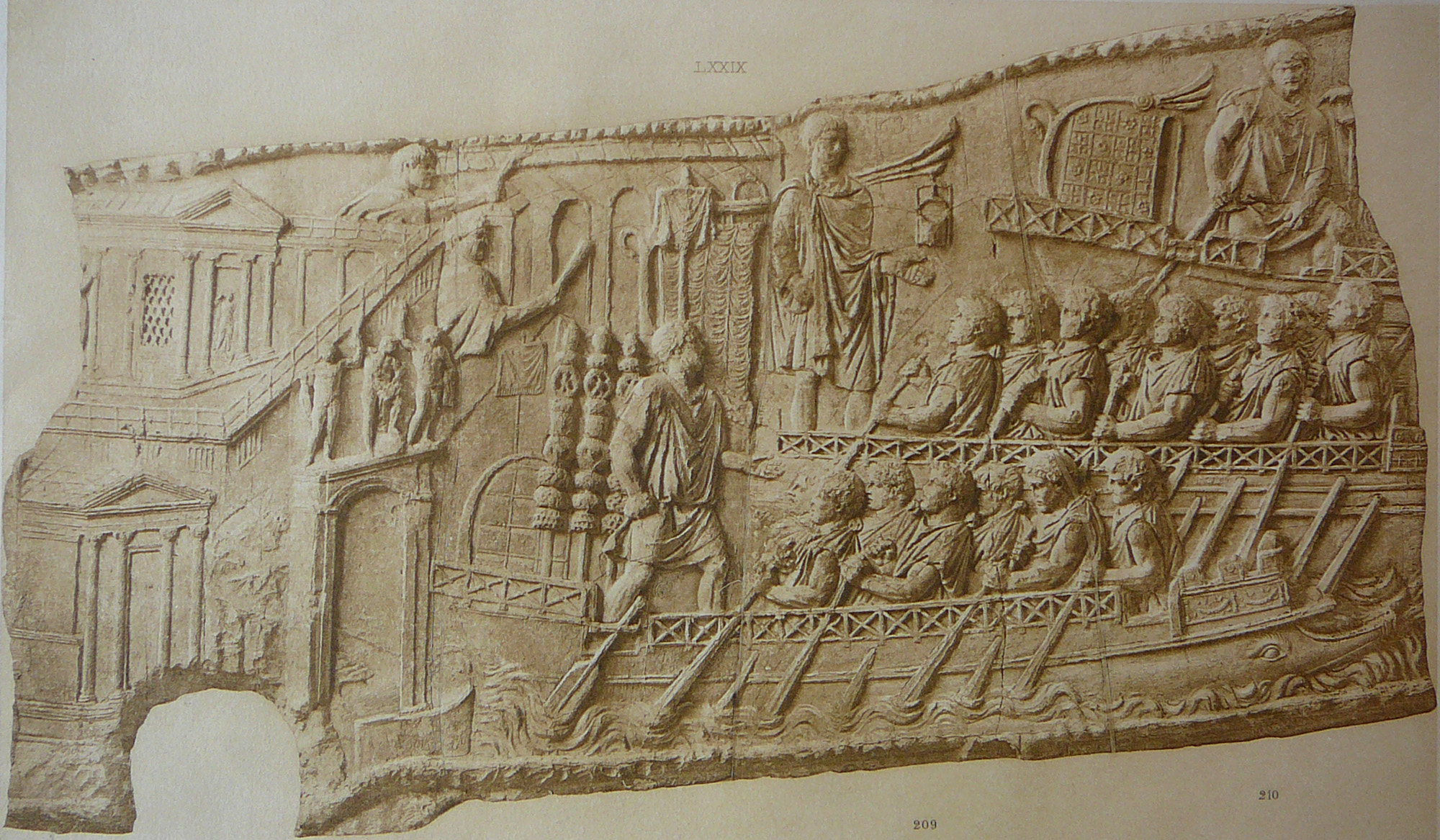
Calco n° 58 della Colonna Traiana; Partenza notturna della flotta romana per la seconda guerra dacica dal porto di Ancona, con Traiano che arringa le truppe (sala dei porti)

- Sala LIV: della caccia, della pesca e dell'alimentazione
  - Sono esposti: il calco del sarcofago del vinaio da Ancona, con scena di compravendita alla quale assistono Mercurio e Dioniso (Museo Archeologico Nazionale), il calco del sarcofago di P. Cecilius Vallianus con scena di banchetto.
- Sala LV: del commercio e della vita economica
  - Sono esposti: la riproduzione dell'Arco degli Argentari di Roma; il calco del rilievo con mercanti che ringraziano l'imperatore Traiano, dall'Arco di Benevento; i plastici ricostruttivi del mercato di Leptis Magna e del mercato di Serzio a Timgad.
- Sala LVI: dei porti
  - È esposto il calco della scena 58 della Colonna Traiana, in cui si vedono le strutture del porto di Ancona e due navi: una bireme e una trireme; in esse si possono osservare i particolari dei rostri, delle velature, dei timoni laterali e della cabina per il marinaio addetto a segnare il ritmo dei rematori.
- Le ultime tre sale (LVII-LVIX) erano destinate all'accoglienza di mostre temporanee.

## Scenografia per il cinema
Dal dopoguerra la piazza antistante il museo viene usata, spesso, come scenografia già pronta per film di carattere storico mitologico come i peplum degli anni 50/60, uno dei primi film girati sul luogo fu O.K. Nerone di Mario Soldati, nel 1950.
Hanno utilizzato la scenografia naturale del museo anche recenti serial televisivi sull'Antica Roma
Nel 2015 il colonnato è stato utilizzato per girare alcune scene di Spectre, un film della serie di James Bond.